# أبوسوم نحيل أحمر المنقار
أبوسوم نحيل أحمر المنقار (الاسم العلمي:Cryptonanus ignitus)، هو نوع من الأبوسوم يتواجد في الأرجنتين.